# Comitê Nacional Republicano
O Comitê Nacional Republicano (CNR) (em inglês:  Republican National Committee, RNC) é um comitê político dos Estados Unidos da América que fornece liderança nacional ao Partido Republicano do país. O comitê é responsável pelo desenvolvimento e promoção da plataforma política do partido, além de coordenar levantamentos de fundos e a estratégica política nacional. Também é responsável pela organização e execução da Convenção Nacional Republicana (que ocorre em cada eleição). Comitês similares existem em todos os estados americanos e na maioria dos condados, embora em alguns estados a organização do partido seja estruturada pelo distrito congressional, organizações de campanha aliadas são governadas por um comitê nacional. Michael Whatley é o atual presidente do comitê.
A principal oposição ao CNR nos Estados Unidos é o Comitê Nacional Democrata.

## História
A Convenção Nacional Republicana de 1856 (a primeira Convenção Nacional Republicana da história da política americana), que ocorreu no dia 17 de junho de 1856, nomeou os primeiros membros do Comitê Nacional Republicano. O comitê, na época, era consistido por um membro eleito de cada estado ou território americano para servir no cargo pelo qual foi eleito por quatro anos. Cada comitê nacional desde então seguiu o precedente de representação igual para cada estado ou território, independentemente da população de cada respectivo estado ou território, algo diferente do que ocorre, por exemplo, na Câmara de Deputados do Brasil, em que estados com maior população tem um número maior deputados. De 1924 a 1952, havia um comitê nacional e uma comissão estadual para cada estado e território em possessão dos EUA, além de uma comissão especial para Washington, D.C. (a capital do país). Em 1952, o número de membros do comitê foi ampliado para incluir os membros das comissões estaduais de estados que votaram majoritariamente nos republicanos nas eleições presidenciais anteriores, membros dos estados que têm uma maioria republicana em sua delegação congressional (Câmara de representantes e Senado dos EUA) e membros de estados que têm governadores republicanos. Em 1968, o número de membros do comitê atingiu 145 e desde 2011 o número de membros é 168.
A única pessoa que presidiu o CNR e se tornou presidente do país após faze-lo foi George H.W. Bush.
Em 2013, o CNR iniciou uma campanha de divulgação para os jovens americanos e eleitores das minorias, depois que pesquisas e enquetes com grupos específicos mostraram que esses grupos geralmente pensavam que o Partido Republicano não se importava com suas preocupações.

## Presidentes do Comitê Nacional Republicano
| #  | Presidente             | Mandato   | Estado        | Notas                                                                                      |
| -- | ---------------------- | --------- | ------------- | ------------------------------------------------------------------------------------------ |
| 1  | Edwin D. Morgan        | 1856-1864 | Nova Iorque   |                                                                                            |
| 2  | Henry Jarvis Raymond   | 1864-1866 | Nova Iorque   |                                                                                            |
| 3  | Marcus Lawrence Ward   | 1866-1868 | Nova Jersey   |                                                                                            |
| 4  | William Claflin        | 1868-1872 | Massachusetts |                                                                                            |
| 5  | Edwin D. Morgan        | 1872-1876 | Nova Iorque   | Segundo Mandato                                                                            |
| 6  | Zachariah Chandler     | 1876-1879 | Michigan      |                                                                                            |
| 7  | James Donald Cameron   | 1879-1880 | Pensilvânia   |                                                                                            |
| 8  | Marshall Jewell        | 1880-1883 | Connecticut   |                                                                                            |
| 9  | Dwight May Sabin       | 1883-1884 | Minnesota     |                                                                                            |
| 10 | Benjamin Franklin      | 1884-1888 | Nova Jersey   |                                                                                            |
| 11 | Matthew Stanley Quay   | 1888-1891 | Pensilvânia   |                                                                                            |
| 12 | James S. Clarkson      | 1891-1892 | Iowa          |                                                                                            |
| 13 | William J. Campbell    | 1892      | Illinois      | Eleito em junho, ele recusou a posição e renunicou em julho.                               |
| 14 | Thomas H. Carter       | 1892-1896 | Montana       |                                                                                            |
| 15 | Mark Hanna             | 1896-1904 | Ohio          |                                                                                            |
| 16 | Henry Clay Payne       | 1904      | Wisconsin     |                                                                                            |
| 17 | George Bruce Cortelyou | 1904-1907 | Nova Iorque   |                                                                                            |
| 18 | Harry Stewart New      | 1907-1908 | Indiana       |                                                                                            |
| 19 | Frank Harris Hitchcock | 1908-1909 | Ohio          |                                                                                            |
| 20 | John Fremont Hill      | 1909-1912 | Maine         |                                                                                            |
| 21 | Victor Rosewater       | 1912      | Nebraska      |                                                                                            |
| 22 | Charles D. Hilles      | 1912-1916 | Nova Iorque   |                                                                                            |
| 23 | William Russell Wilcox | 1916-1918 | Nova Iorque   |                                                                                            |
| 24 | Willam H. Hays         | 1918-1921 | Indiana       |                                                                                            |
| 25 | John T. Adams          | 1921-1924 | Iowa          |                                                                                            |
| 26 | William Morgan Butler  | 1924-1928 | Massachustts  | Durante esse período, Mary Booze se tornou a primeira mulher afro-americana membro do CNR. |
| 27 | Hubert Work            | 1928-1929 | Colorado      |                                                                                            |
| 28 | Claudius H. Houston    | 1929-1930 | Tennessee     | Primeiro sulista a presidir o CNR.                                                         |
| 29 | Simeon D. Fess         | 1930-1932 | Ohio          |                                                                                            |
| 30 | Everett Sanders        | 1932-1934 | Indiana       |                                                                                            |